# Zwartstreeplieveheersbeestje
Het zwartstreeplieveheersbeestje (Adalia conglomerata) is een keversoort uit de familie lieveheersbeestjes (Coccinellidae). De wetenschappelijke naam van de soort werd in 1758 als Coccinella conglomerata gepubliceerd door Carl Linnaeus.

## Verspreiding
De soort komt voor in een groot deel van West-Europa, van Groot-Brittannië in het westen tot Oekraïne in het oosten, en van Scandinavië in het noorden tot Italië in het zuiden. De soort is niet vastgesteld op het Iberisch Schiereiland en in Denemarken. In Nederland wordt de soort sinds 2016 waargenomen in het noorden van Limburg. Het zwartstreeplieveheersbeestje komt voor op sparren.